# Karl August Geimer
Karl August Geimer (* 14. Februar 1943 in Brücken, Pfalz) ist ein deutscher ehemaliger Politiker der CDU.

## Werdegang
Geimer besuchte das staatliche altsprachliche Gymnasium in Speyer, das er mit dem Abitur verließ. Nachdem er 1968 sein Staatsexamen an der Pädagogischen Hochschule des Saarlandes ablegte, war er als Lehrer tätig.
Geimer ist Vater eines Sohnes.

## Politik
1969 trat Geimer in die CDU ein, deren Kreisvorsitzender er knapp zwanzig Jahre lang war. 1969 zog er erstmals in den Gemeinderat in Brücken ein, von 1974 bis 1994 amtierte er als Ortsbürgermeister. Darüber hinaus gehörte er auch dem Rat der Verbandsgemeinde Schönenberg-Kübelberg und dem Kreistag und Kreisausschuss des Landkreises Kusel an. 1975 wurde Geimer erstmals in den rheinland-pfälzischen Landtag gewählt, dem er bis 2001 angehörte. 1994 war er zudem Mitglied der 10. Bundesversammlung, die Roman Herzog zum Bundespräsidenten wählte.